# Офис треска
„Офис треска“ (на английски: Office Space) е американски комедиен филм от 1999 г. на режисьора Майк Джъдж, който е и сценарист на филма. В продукцията участват Рон Ливингстън, Дженифър Анистън, Гари Коул, Стивън Рут, Дейвид Хърман, Аджай Наиду и Дийдрик Бейдър.